# 雷耶罗
雷耶罗（西班牙語：Reyero，西班牙語發音：[reˈʝɛɾo]）是西班牙卡斯蒂利亚-莱昂莱昂省的一个市镇。 总面积26平方公里，总人口162人（001年），人口密度6人/平方公里。